# World Trade Center (film)
Pour l’article homonyme, voir World Trade Center (homonymie).
Pour plus de détails, voir Fiche technique et Distribution.
World Trade Center est un film catastrophe américain réalisé par Oliver Stone, sorti en 2006. Il s'inspire de l'expérience de policiers après les attentats du 11 septembre 2001 et l'effondrement des tours du World Trade Center à New York.
Filmé à hauteur d'homme, le film réactive l'héroïsme en rendant hommage aux survivants comme aux sauveteurs qui risquèrent leur vie dans les fumerolles toxiques, là où le moindre principe de précaution inviterait à se tenir à l'écart. Vingt personnes purent ainsi être sauvées.

## Synopsis
11 septembre 2001, au matin. Alors qu'une chaleur étouffante règne dans les rues de New York, Will Jimeno, du Port Authority Police Department, se demande s'il ne va pas prendre un jour de congé pour faire de la chasse à l'arc. Il se rend finalement au travail et rejoint le sergent John McLoughlin, qui commence avec ses collègues la tournée quotidienne du PAPD .
Une alerte les mène au World Trade Center, où McLoughlin et Jimeno entrent avec trois autres policiers. McLoughlin et Jimeno survivent par miracle à l'effondrement des deux tours, mais restent piégés sous plusieurs tonnes de gravats. Seuls et livrés à eux-mêmes, ils vont se soutenir sans relâche pendant douze heures, en parlant de leur vie, de leurs familles, de leurs carrières, de leurs espoirs, …
De leur côté, leurs épouses, Donna et Allison, leurs enfants et parents, attendent avec angoisse leur retour. L'ex-marine Dave Karnes découvre ensuite les deux hommes dans les ruines et parvient à les secourir, avec l'aide de dizaines de pompiers, policiers et infirmiers new-yorkais.

## Fiche technique
Sauf indication contraire, les informations mentionnées dans cette section peuvent être confirmées par la base de données cinématographiques IMDb,  présente dans la section « Liens externes ».
- Titre original et français : World Trade Center
- Réalisation : Oliver Stone
- Scénario : Andrea Berloff, d'après l'histoire vraie de John McLoughlin, Donna McLoughlin, Will Jimeno et Allison Jimeno
- Musique : Craig Armstrong
- Direction artistique : Richard L. Johnson
- Décors : Jan Roelfs
- Costumes : Michael Dennison
- Photographie : Seamus McGarvey
- Montage : David Brenner et Julie Monroe
- Production : Moritz Borman, Debra Hill, Michael Shamberg et Stacey Sher
- Production déléguée : Norman Golightly et Donald J. Lee Jr.
- Coproduction : Robert S. Costanzo et Chantal Feghali
- Sociétés de production : Double Feature Films, Intermedia Films, Ixtlan, Kernos Filmproduktionsgesellschaft & Company et Saturn Films
- Sociétés de distribution : Paramount Pictures (États-Unis), United International Pictures (France)
- Budget : 63 millions de dollars[1]
- Pays de production :  États-Unis
- Langue originale : anglais
- Genre : drame, catastrophe
- Format : couleur - 35 mm
- Durée : 129 minutes
- Dates de sorties :
  - États-Unis : 9 août 2006
  - France : 20 septembre 2006

## Distribution
Sauf indication contraire, les informations mentionnées dans cette section peuvent être confirmées par la base de données cinématographiques IMDb,  présente dans la section « Liens externes ».
- Nicolas Cage (VF : Dominique Collignon-Maurin) : le sergent John McLoughlin, PAPD
- Michael Peña (VF : Philippe Bozo) : l'officier Will Jimeno, PAPD
- Maria Bello (VF : Laurence Colussi) : Donna McLoughlin
- Maggie Gyllenhaal (VF : Chloé Berthier) : Allison Jimeno
- Connor Paolo (VF : Hervé Grull) : Steven McLoughlin
- Jay Hernández (VF : Emmanuel Garijo) : l'officier Dominick Pezzulo
- Armando Riesco (en) : l'officier Antonio Rodrigues
- Jon Bernthal : Christopher Amoroso (es)
- Nick Damici (en) : le lieutenant Kassimatis
- Jude Ciccolella (VF : Michel Dodane) : l'inspecteur Fields
- Ned Eisenberg : l'officier Polnicki
- Nicholas Turturro (VF : Tony Marot) : l'officier Colovito,
- Danny Nucci (VF : Damien Boisseau) : l'officier Giraldi
- Tyree Michael Simpson : l'officier Washington
- Donna Murphy : Judy Jonas
- Michael Shannon (VF : David Krüger) : le sergent-chef Dave Karnes (en), ex-soldat de la Marine des États-Unis
- William Mapother : le sergent Jason Thomas (en), Marine des États-Unis
- Stephen Dorff (VF : Jérôme Pauwels) : le capitaine Scott Strauss, Unité d'urgence du NYPD
- Frank Whaley (VF : Cédric Dumond) : Chuck Sereika
- Stoney Westmoreland (VF : Jean-Luc Atlan) : Paddy McGee
- Brad William Henke : le frère d'Allison
- Kimberly Scott (VF : Maïk Darah) : le sergent King
- Thomas F. Duffy (VF : Gilles Morvan) : L'opérateur de centre de commandes
- Viola Davis : la mère à l'hôpital
- John C. McGinley : un pompier (non crédité)
- Gary Stretch : un ambulancier du sergent John
- Will Jimeno : officier PAPD (apparition au début du film dans le vestiaires et à la fin au barbecue)
- John McLoughlin : officier PAPD (apparition à la fin au barbecue)
- Sean Hampton (VF : Guillaume Orsat) : un docteur

## Production

### Genèse
La productrice Debra Hill découvre dans la presse un article concernant John McLoughlin et Will Jimeno. Très touchée, elle décide de les rencontrer. John McLoughlin, Will Jimeno et leurs femmes seront ensuite impliqués dans l'écriture du film.

### Attribution des rôles
Oliver Stone a longuement discuté avec le sergent John McLoughlin à propos des acteurs pouvant l'incarner sur grand écran. Mel Gibson, George Clooney ou encore Harrison Ford sont alors mentionnés, mais Nicolas Cage s'avère être le meilleur choix pour toute l'équipe. « Nous avons obtenu pour chaque rôle le comédien qui figurait en tête de nos listes, car tous les acteurs avaient un profond respect pour le sujet et voulaient y être associés, explique le producteur Michael Shamberg ».
Certains vrais policiers et pompiers apparaissent dans le film, parfois dans leur propre rôle. Les « vrais » John McLoughlin et Will Jimeno apparaissent durant la scène du barbecue.

### Tournage
Le tournage a lieu du 19 octobre 2005 au 10 février 2006.
Pour davantage de réalisme, 1⁄16 du World Trade Center est reproduit à Playa Vista en Californie, dans un ancien hangar de la compagnie Hughes Aircraft. Le film a également été tourné dans le New Jersey (Clifton, Glen Rock, Ramsey) en Californie (Los Angeles, Marina Del Rey) et bien entendu à New York.

## Accueil

### Critique
Sur l'agrégateur américain Rotten Tomatoes, le film récolte 67 % d'opinions favorables pour 233 critiques. Sur Metacritic, il obtient une note moyenne de 66⁄100 pour 40 critiques.
En France, le site Allociné propose une note moyenne de 2⁄5 à partir de l'interprétation de critiques provenant de 31 titres de presse.

### Box-office
| Pays ou région | Box-office       | Date d'arrêt du box-office | Nombre de semaines |
| -------------- | ---------------- | -------------------------- | ------------------ |
| États-Unis     | 70 278 893 $ US  | 1er septembre 2006         | 4                  |
| France         | 768 020 entrées  | 17 octobre 2006            | 4                  |
| Québec         | 1 227 190 $ CAN  | 8 septembre 2006           | 6                  |
| Total Mondial  | 162 970 240 $ US | -                          | -                  |

## Distinctions

### Récompenses
- Hollywood Film Festival 2006 : meilleur film hollywoodien[9]
- National Board of Review Awards 2006 : prix de la liberté d'expression

### Nominations
- ALMA Awards 2007 : meilleur second rôle pour Michael Peña
- Artios Awards 2007 : meilleur casting d'un film dramatique
- Irish Film and Television Awards 2007 : meilleure photographie pour Seamus McGarvey
- Golden Reel Awards 2007 : meilleur montage d'effets sonores, meilleur montage de dialogues
- Young Artist Awards 2007 : meilleur jeune acteur dans un second rôle pour Connor Paolo

## DVD et édition collector
Le DVD est sorti le 12 décembre 2006 et l'édition collector le 29 janvier 2007.
- DVD 1 :
  - Commentaires d'Oliver Stone
  - Scènes coupées
  - Bandes-annonces
- DVD 2 (Dans l'édition collector)
  - The making of World trade center
  - Common Sacrifice
  - Building Ground Zero
  - Visual and special effect
  - Oliver Stone's New York
  - Q&A with Oliver Stone
  - Spots TV
  - Galerie de photos

Il existe également une version Blu-Ray et HD DVD.